# Juan Vargas
Juan C. Vargas, né le 7 mars 1961 à National City (Californie), est un homme politique américain, élu démocrate de Californie à la Chambre des représentants des États-Unis depuis 2013.

## Biographie
Juan Vargas est originaire de National City, dans le comté de San Diego. Diplômé de l'université de San Diego, de Fordham et Harvard, il devient avocat.
En 1992 et 1996, il se présente à la Chambre des représentants des États-Unis mais perd les primaires démocrates. Entre 1993 et 2000, il est élu conseiller municipal de San Diego. De 2000 à 2006, il siège à l'Assemblée de l'État de Californie. Il perd une nouvelle fois la primaire pour entrer à la Chambre des représentants en 2006. Il est élu au Sénat californien en 2010,.
En 2012, il est élu représentant des États-Unis dans le 51e district de Californie avec 71,5 % des voix face au républicain Michael Crimmins. Il est réélu avec 68,8 % des suffrages en 2014.
Il est réelu en 2016, 2018 et 2020 dans ce même district. À la suite du redécoupage des circonscriptions éléctorales consécutif au recensement de 2020 aux États-Unis, Juan Vargas se présente dans la 52e district congressionnel de Californie incluant les parties les plus méridionales de San Diego. Il est réélu en 2022 avec 66,7 % des voix, et de nouveau le 5 novembre 2024 avec 66,31 % des voix.